# فرصاديات الملح
فرصاديات الملح أو الهالورجيديَّة (الاسم العلمي: Haloragaceae)، فصيلة نباتات مُزهرة من رتبة كاسريات الحجر.